# NGC 2397
NGC 2397 (другие обозначения — ESO 58-30, IRAS07214-6854, PGC 20766) — спиральная галактика (Sb) в созвездии Летучая Рыба, расположенная на расстоянии около 60 миллионов световых лет. Ближе к центру расположены звёзды красного и жёлтого цвета, являющиеся более старыми, в то время, как звездообразование продолжается на периферии галактики в спиральных рукавах. В марте 2006 года в галактике была обнаружена сверхновая SN 2006bc.
Галактика была открыта 21 февраля 1835 года Джоном Гершелем.
Этот объект входит в число перечисленных в оригинальной редакции «Нового общего каталога».
Галактика NGC 2397 входит в состав группы галактик NGC 2442. Помимо NGC 2397 в группу также входят NGC 2442, NGC 2434 и PGC 20690.